# Magalhães (Film)
Magalhães (internationaler Titel Magellan) ist ein historisches Filmdrama von Lav Diaz. In der Filmbiografie spielt Gael García Bernal in der Titelrolle den portugiesischen Seefahrer Ferdinand Magellan, der sich in seinen letzten Lebensjahren Anfang des 16. Jahrhunderts als Kommandant einer fünf Schiffe umfassenden Armada auf einer Weltumseglung befand. Der Film feierte im Mai 2025 im Rahmen der Internationalen Filmfestspiele von Cannes seine Premiere.

## Handlung
Der Seefahrer Ferdinand Magellan lernt in Lissabon eine Frau namens Beatriz kennen und sie heiraten. Bereits zwei Jahre nach der Hochzeit lässt er sie jedoch alleine zurück und macht sich mit dem Sklaven Enrique auf eine Weltumseglung um die Orte wiederzusehen, die er als junger Mann bei seiner Tätigkeit als Navigator kennenlernte. Am 20. September 1519 sticht die von Magellan kommandierte Molukken-Armada in See.
Während ihrer dreijährigen Seereise zum Malaiischen Archipel wird die Mannschaft immer wieder von Krankheiten heimgesucht, und Magellan wird mehr und mehr zu einem sadistischen, besessenen Kommandanten.

## Produktion

### Filmstab und Besetzung
Regie führte Lav Diaz, der auch das Drehbuch schrieb. Der philippinische Regisseur wirft mit Magalhães ein neues Licht auf die letzten Lebensjahre des portugiesischen Entdeckers und gestand, man könne ihm in gewisser Weise Geschichtsrevisionismus vorwerfen. Diaz hatte sieben Jahre vor den Dreharbeiten mit seinen Recherchen über Ferdinand Magellan und seine Kolonialexpedition durch den malaiischen Archipel begonnen.

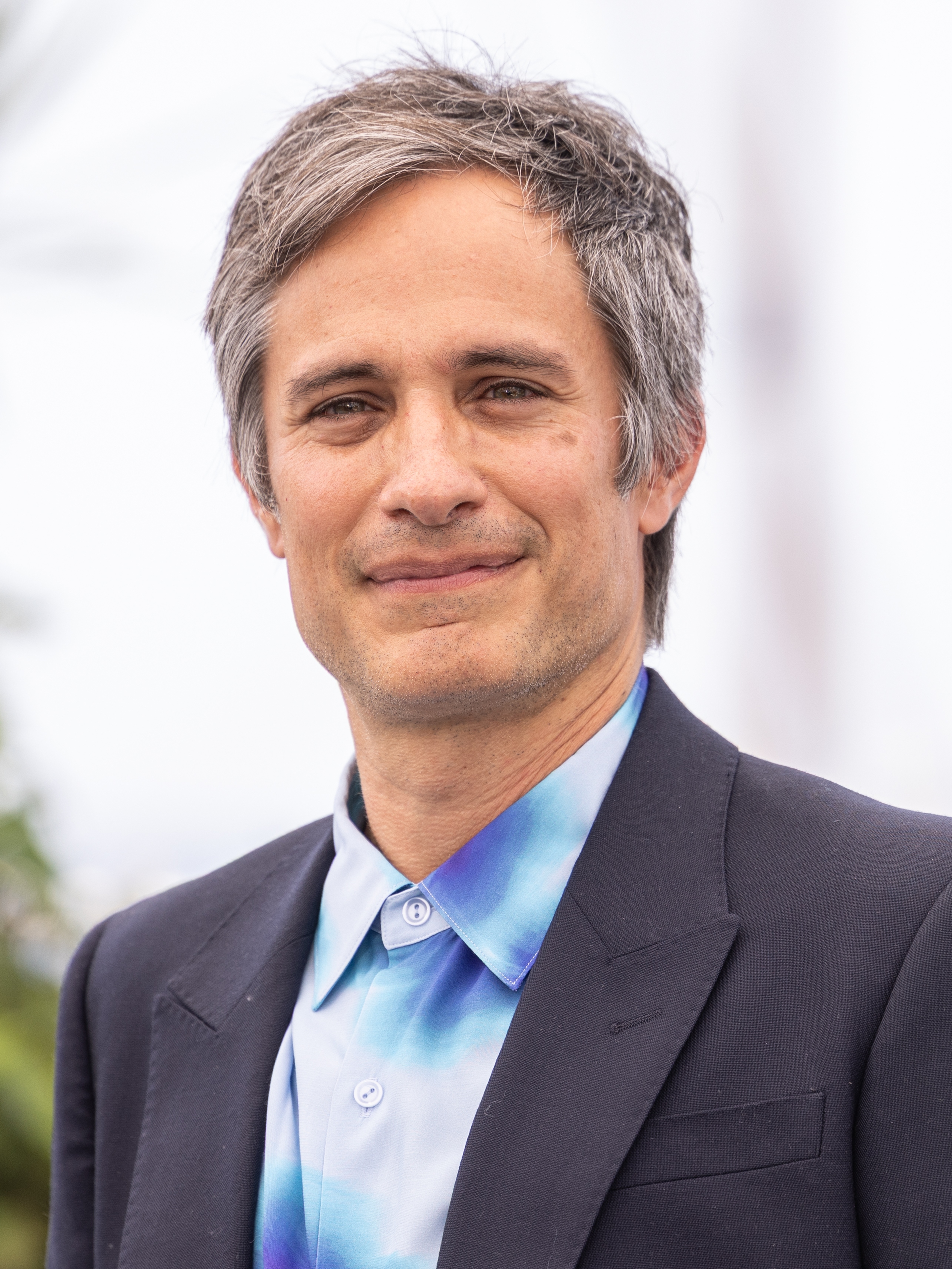
Gael García Bernal spielt in der Titelrolle Ferdinand Magellan

Der Mexikaner Gael García Bernal spielt in der Titelrolle den portugiesischen Seefahrer Ferdinand Magellan. Amado Arjay Babon, der bereits in Diaz' Phantosmia spielte, ist in der Rolle des malaysischen Sklaven Enrique zu sehen, den Magellan im Jahr 1511 während seiner zweiten Expedition nach Malakka kaufte, mit nach Spanien nahm und zu seiner rechten Hand machte. Er fungierte auch als sein Übersetzer für Südostasien. Ângela Azevedo spielt Magellans Frau Beatriz und Dario Yazbek Bernal, der Halbbruder von Gael García Bernal, deren Bruder und Magellans Schwager Duarte Barbosa, den er zum Kapitän eines der Schiffe, der Victoria, ernannte. Almeno Gonçalves spielt Beatriz' und Duartes Vater Diogo Barbosa, einen engen Freund von Magellan. Tomás Alves spielt Magellans Cousin und gleichzeitig besten Freund Francisco Serrão. Max Grosse Majench spielt Juan Cartagena, den Kapitän der San Antonio, Rubén Carballés den Kapitän der Concepción Gaspar Quesada, Alberto Garcia den Kapitän der Santiago Juan Serrano und David Abad den Steuermann der Trinidad  Estevão Gomes. Ronnie Lazaro ist in der Rolle des rebellischen Stammesführers Raja Humabon auf der Insel Cebu zu sehen. Von ihm wurde Magellan in eine Falle gelockt und fand den Tod. Hazel Orencio ist in der Rolle von Reyna Juana zu sehen. Valdemar Santos spielt den Kartografen Rui Faleiro, der Magellans Weltreise vorbereitete, und Mario Huerta seinen Chronisten Antonio Pigafetta. Roger Alan Koza spielt Alfonso de Albuquerque, der als zweiter Gouverneur von Portugiesisch-Indien die Basis für die portugiesische Expansion in Asien schuf.

### Szenenbild, Dreharbeiten und Filmschnitt
Das Szenenbild gestalteten Isabel Garcia und Allen Alzola, wozu unter anderem die auf den Philippinen nachgebauten Dörfer gehörten. Mit Alzola arbeitete Diaz bereits für Phantosmia zusammen. Garcia war erstmals im Filmbereich tätig.

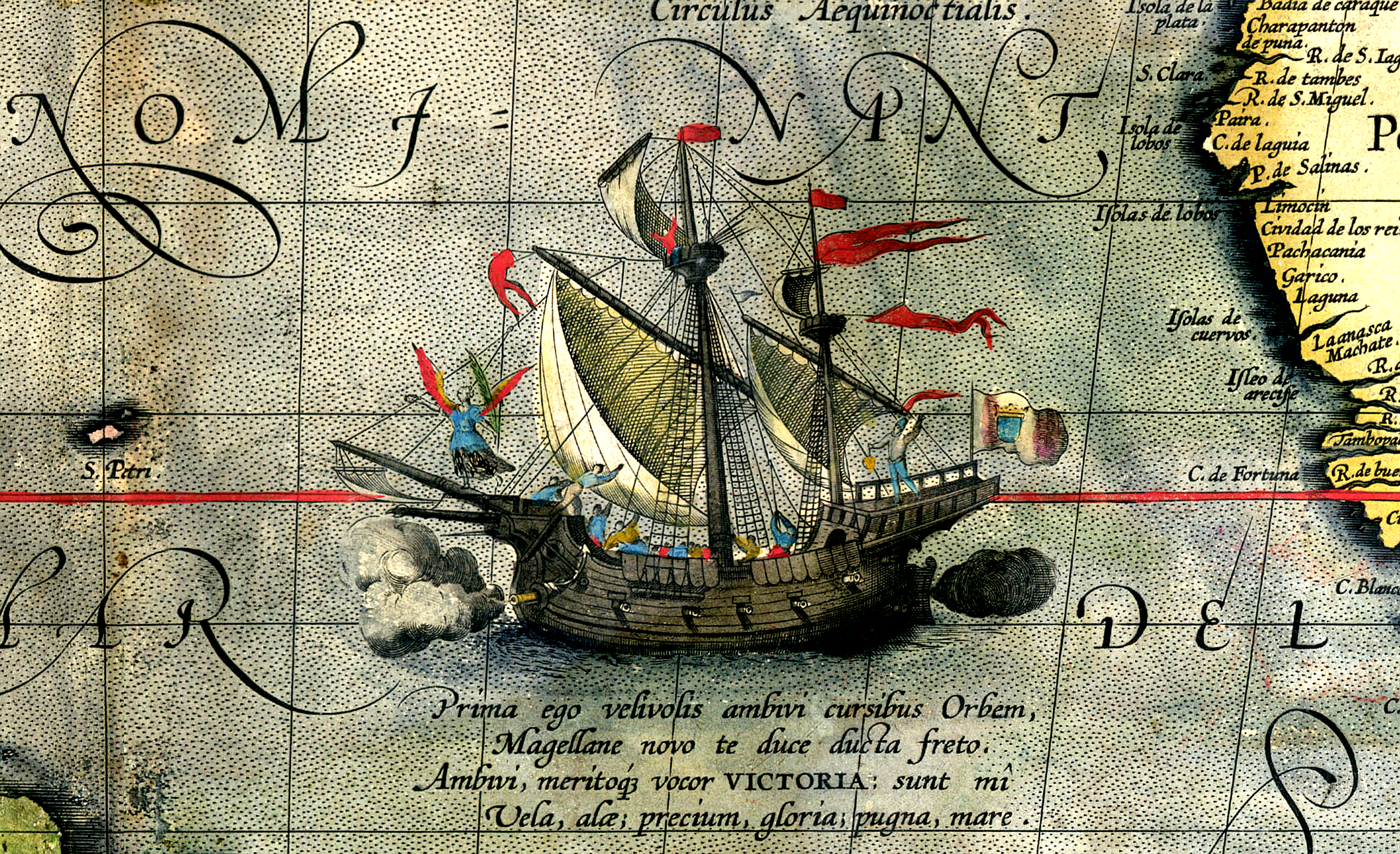
Die Victoria auf einer Weltkarte des Abraham Ortelius

Die Dreharbeiten fanden von Oktober bis November 2024 an verschiedenen Orten in Europa statt, so in Portugal, zwei Wochen in der spanischen Stadt Cádiz und auch an Bord des Museumsschiffs Victoria, eines Nachbaus des gleichnamigen Schiffes von Magellan, das als einziges von den fünf Schiffen seiner Armada nach seinem Tod unter dem Kommando von Juan Sebastián Elcano im September 1522 nach Sanlúcar zurückkehrte. Auf den Philippinen entstanden Aufnahmen in den Städten Sampaloc und Mauban in Quezon. Auch die auf Cebu spielenden Szenen wurden auf den Philippinen gedreht. Die Dreharbeiten dauerten insgesamt 42 Tage. Bereits im September 2024 waren Aufnahmen mit Hauptdarsteller Gael García Bernal entstanden. Diaz war neben Ciril Barba, Miquel Barceló, Julien Hogert und Artur Tort auch als Kameramann des Films tätig. Der Portugiese Tort drehte in der Vergangenheit mehrere Filme von Albert Serra, darunter Liberté und Pacifiction. Diaz und er übernahmen gemeinsam auch den Filmschnitt.

### Marketing und Veröffentlichung
Die Weltpremiere von Magalhães erfolgte am 18. Mai 2025 bei den Filmfestspielen in Cannes. Zu dieser Zeit wurde auch ein erster Clip vorgestellt. Ende Juni, Anfang Juli 2025 erfolgten Vorstellungen beim Filmfest München. Im September 2025 soll er beim Toronto International Film Festival gezeigt werden. Ende September, Anfang Oktober 2025 wird der Film beim New York Film Festival gezeigt.

## Rezeption

### Kritiken
Von den bei Rotten Tomatoes aufgeführten Kritiken sind alle positiv.

Regisseur Lav Diaz

Jakob Jurisch beschreibt Magalhães in seiner Kritik für moviebreak.de als eine bildgewaltige und beklemmende Erfahrung. Weit entfernt von traditionellen Geschichtsabbildern offenbare Lav Diaz‘ Chronik des Kolonialismus einen transzendenten Blick auf die Historie als langsamer, aber unaufhaltsamer voranschreitender Prozess, in dem jede der 165 Minuten das vollständige Potenzial Immersion gewährt und uns Geschichte neu erleben lässt.

### Auszeichnungen
Filmfest München 2025
- Nominierung im Wettbewerb CineMasters[6]